# Эггерс, Карл
Карл Адольф Иоганн Эггерс (нем. Carl Adolf Johann Eggers; 1 октября 1787, Нойштрелиц, Мекленбург — Передняя Померания — 24 июля 1863, Нойштрелиц, Мекленбург — Передняя Померания) — немецкий художник-назареец, мастер декоративной живописи, входивший в ближайший круг ключевых фигур этого движения — Овербека, Фора и других. 

## Биография

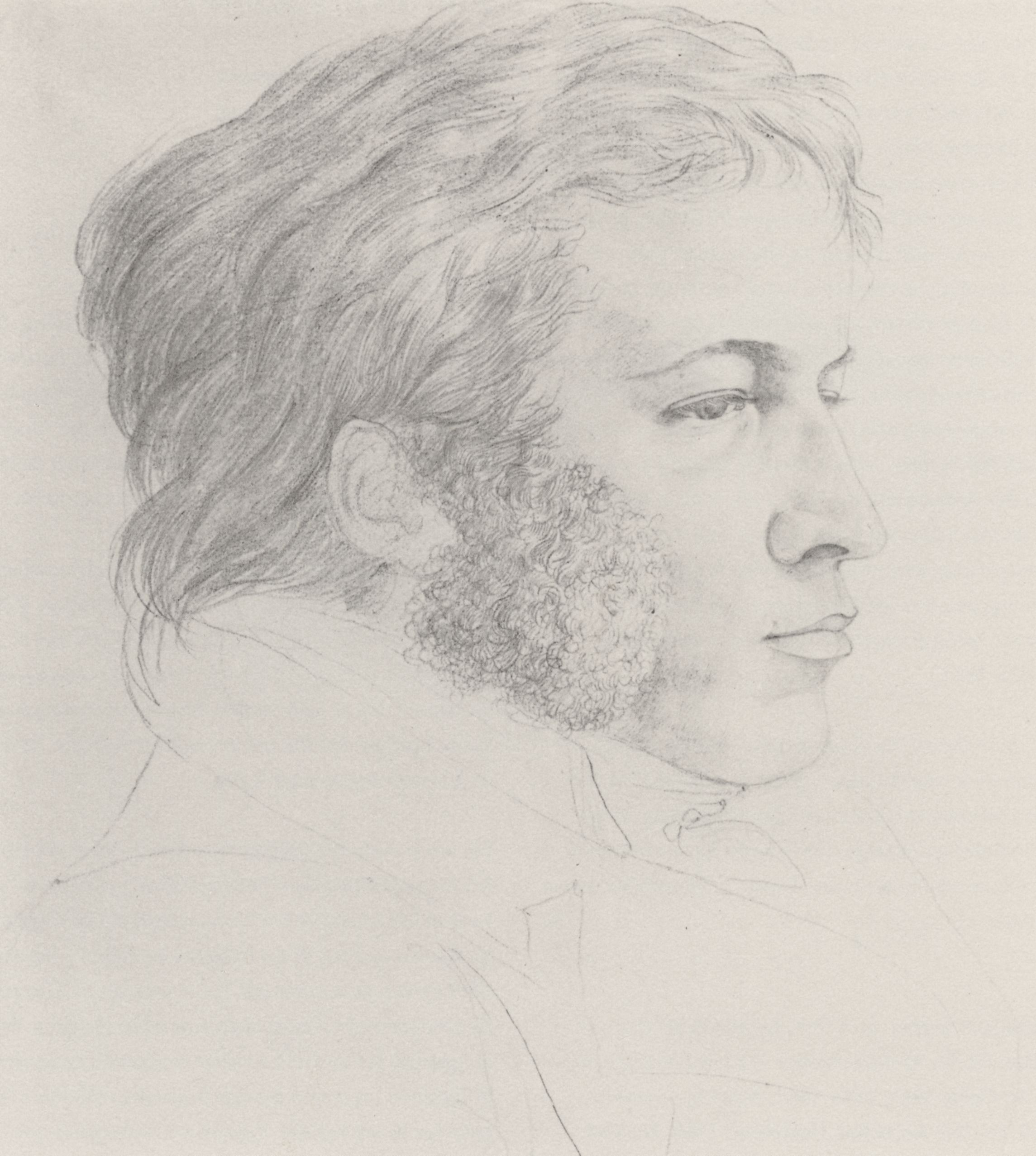
Карл Филипп Фор. Портрет Карла Эггерса.

Родился в 1787 году в Нойштрелице. С 1809 по 1812 год учился в Дрезденской академии художеств у Фридриха Маттеи. Окончив Академию, в 1813 (по другим данным, 1816) году отправился в Италию, где поселился в Риме и проживал там до 1830 года. Здесь он занимался копированием работ старых мастеров и глубоко погрузился в изучение ренессансной техники фресковой живописи, и в дальнейшем считался признанным мастером именно в сфере фресковой (декоративной) живописи.
Так, Папа Римский поручил Эггерсу и Филиппу Фейту создать некоторые настенные росписи в Музее Кьярамонти в Ватикане. После возвращения в Германию Эггерс создал картину «Омовение ног» на библейский сюжет для Наумбургского собора, а в 1847—48 годах вместе с Иоганном Вильгельмом Шютце участвовал в создании росписей здания Старого музея в Берлине, возведённого по проекту архитектора Шинкеля. Писал также портреты. Кроме того, сохранились портреты самого Эггерса, которые создали его друзья — Фор и Овербек. 
С 1819 года был женат на Элизабет Зейтц.
Скончался Эггерс в 1883 году в городе Нойштрелице.